# Hakben
Os hamatum (Hakbenet) är ett av handens 8 ben. 
Det befinner sig mellan fjärde metakarpalbenet och femte metakarpalbenet, huvudbenet (Os capitatum) och trekantiga benet (Os triquetrum).

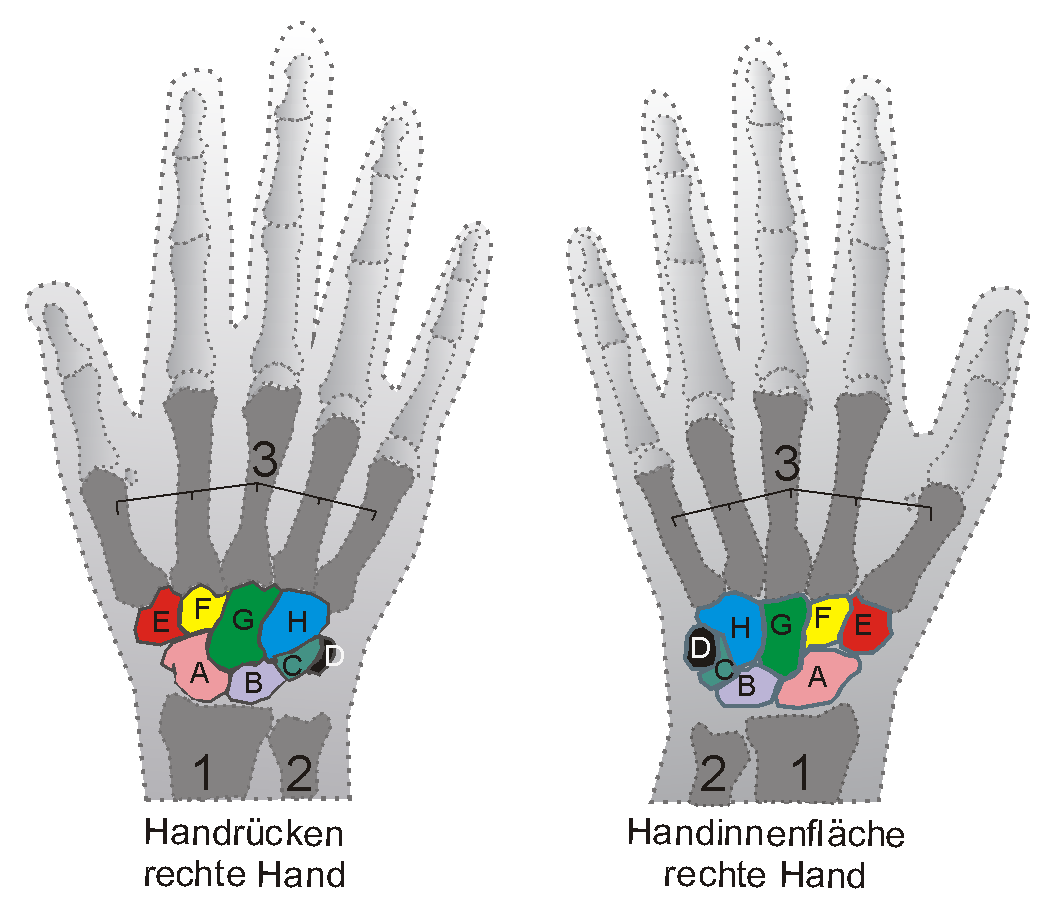
En bild över handens 8 olika ben. Os hamatum symboliseras med bokstaven "H".